# Europese kampioenschappen zwemmen 2008

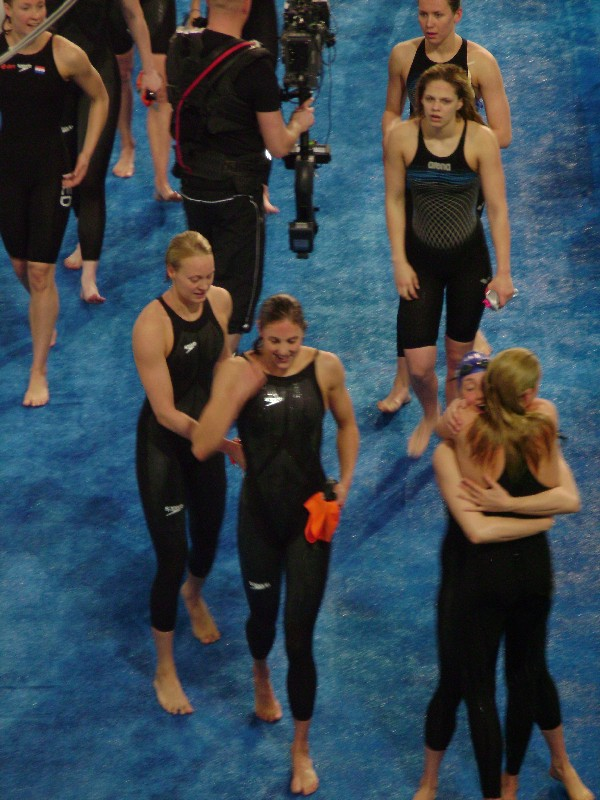
Marleen Veldhuis en Inge Dekker direct na hun bronzen race op de 4x100m wisselslag.

 De Europese kampioenschappen langebaanzwemmen 2008 werden van 13 maart tot en met 24 maart 2008 georganiseerd in het Nationaal Zwemcentrum de Tongelreep in Eindhoven.

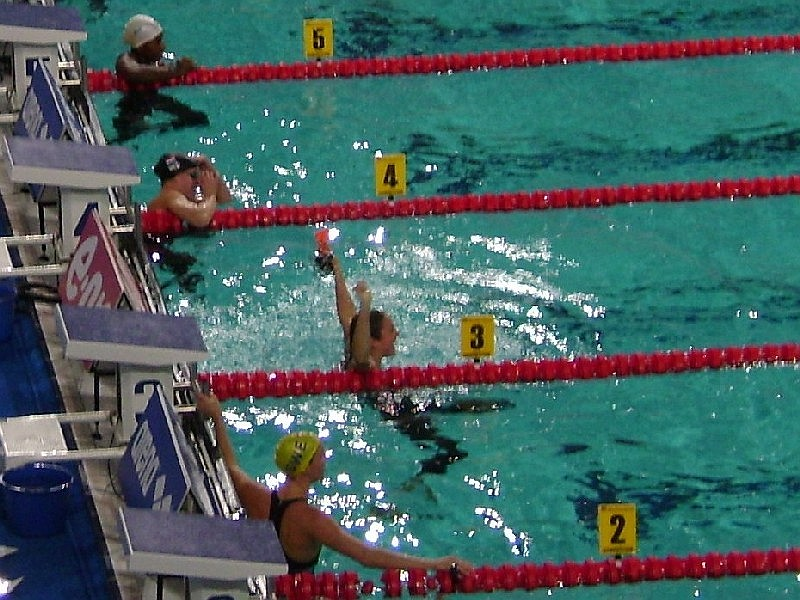
Marleen Veldhuis viert haar wereldrecord op de 50 m vrij.

Naast het langebaanzwemmen staan traditioneel ook afstanden openwaterzwemmen op de kalender, net als het schoonspringen en het synchroonzwemmen.

## Resultaten zwemmen

### 50 meter vrije slag
| #      | Land      | Atleet          | Tijd  |
| ------ | --------- | --------------- | ----- |
| Goud   | Frankrijk | Alain Bernard   | 21,66 |
| Zilver | Kroatië   | Duje Draganja   | 22,00 |
| Brons  | Zweden    | Stefan Nystrand | 22,16 |

| #      | Land      | Atleet              | Tijd     |
| ------ | --------- | ------------------- | -------- |
| Goud   | Nederland | Marleen Veldhuis    | 24,09 WR |
| Zilver | Nederland | Hinkelien Schreuder | 24,59    |
| Brons  | Zweden    | Therese Alshammar   | 24,71    |

### 100 meter vrije slag
| #      | Land      | Atleet          | Tijd     |
| ------ | --------- | --------------- | -------- |
| Goud   | Frankrijk | Alain Bernard   | 47,50 WR |
| Zilver | Zweden    | Stefan Nystrand | 48,40    |
| Brons  | Italië    | Filippo Magnini | 48,53    |

| #      | Land      | Atleet              | Tijd  |
| ------ | --------- | ------------------- | ----- |
| Goud   | Nederland | Marleen Veldhuis    | 53,77 |
| Zilver | Finland   | Hanna-Maria Seppälä | 54,04 |
| Brons  | Nederland | Inge Dekker         | 54,12 |

### 200 meter vrije slag
| #      | Land      | Atleet                | Tijd    |
| ------ | --------- | --------------------- | ------- |
| Goud   | Duitsland | Paul Biedermann       | 1.46,59 |
| Zilver | Frankrijk | Amaury Leveaux        | 1.46,99 |
| Brons  | Italië    | Massimiliano Rosolino | 1.47,33 |

| #      | Land      | Atleet        | Tijd    |
| ------ | --------- | ------------- | ------- |
| Goud   | Slovenië  | Sara Isakovič | 1.57,45 |
| Zilver | Roemenië  | Camelia Potec | 1.57,47 |
| Brons  | Hongarije | Ágnes Mutina  | 1.58,06 |

### 400 meter vrije slag
| #      | Land    | Atleet                | Tijd    |
| ------ | ------- | --------------------- | ------- |
| Goud   | Rusland | Joeri Priloekov       | 3.45,10 |
| Zilver | Italië  | Massimiliano Rosolino | 3.45,19 |
| Brons  | Rusland | Nikita Lobintsev      | 3.46,75 |

| #      | Land      | Atleet              | Tijd       |
| ------ | --------- | ------------------- | ---------- |
| Goud   | Italië    | Federica Pellegrini | 4.01,53 WR |
| Zilver | Frankrijk | Coralie Balmy       | 4.04,15    |
| Brons  | Roemenië  | Camelia Potec       | 4.05,62    |

### 800 meter vrije slag
| #      | Land      | Atleet          | Tijd    |
| ------ | --------- | --------------- | ------- |
| Goud   | Hongarije | Gergő Kis       | 7.51,94 |
| Zilver | Italië    | Samuel Pizzetti | 7.54,09 |
| Brons  | Roemenië  | Dragoș Coman    | 7.54,37 |

| #      | Land     | Atleet                  | Tijd    |
| ------ | -------- | ----------------------- | ------- |
| Goud   | Italië   | Alessia Filippi         | 8.23,50 |
| Zilver | Spanje   | Erika Villaecija García | 8.24,08 |
| Brons  | Roemenië | Camelia Potec           | 8.25,28 |

### 1500 meter vrije slag
| #      | Land                | Atleet              | Tijd     |
| ------ | ------------------- | ------------------- | -------- |
| Goud   | Rusland             | Joeri Priloekov     | 14.50,40 |
| Zilver | Verenigd Koninkrijk | David Davies        | 14.54,28 |
| Brons  | Polen               | Mateusz Sawrymowicz | 14.58,78 |

| #      | Land        | Atleet           | Tijd     |
| ------ | ----------- | ---------------- | -------- |
| Goud   | Zwitserland | Flavia Rigamonti | 15.58,54 |
| Zilver | Spanje      | Erika Villaecija | 16.02,08 |
| Brons  | Denemarken  | Lotte Friis      | 16.11,26 |

### 50 meter rugslag
| #      | Land        | Atleet                 | Tijd  |
| ------ | ----------- | ---------------------- | ----- |
| Goud   | Griekenland | Aristeidis Grigoriadis | 25,13 |
| Zilver | Zwitserland | Flori Lang             | 25,18 |
| Brons  | Slowakije   | Lubos Krizko           | 25,44 |

| #      | Land    | Atleet             | Tijd     |
| ------ | ------- | ------------------ | -------- |
| Goud   | Rusland | Anastasia Zoejeva  | 28,05 ER |
| Zilver | Spanje  | Nina Zjivanevskaja | 28,11    |
| Brons  | Kroatië | Sanja Jovanovic    | 28,17    |

### 100 meter rugslag
| #      | Land        | Atleet                 | Tijd  |
| ------ | ----------- | ---------------------- | ----- |
| Goud   | Oostenrijk  | Markus Rogan           | 54,03 |
| Zilver | Griekenland | Aristeidis Grigoriadis | 54,27 |
| Brons  | Rusland     | Arkadi Vjatsjanin      | 54,45 |

| #      | Land      | Atleet             | Tijd     |
| ------ | --------- | ------------------ | -------- |
| Goud   | Rusland   | Anastasia Zoejeva  | 59,41 ER |
| Zilver | Frankrijk | Laure Manaudou     | 1.00,05  |
| Brons  | Spanje    | Nina Zjivanevskaja | 1.00,29  |

### 200 meter rugslag
| #      | Land       | Atleet            | Tijd    |
| ------ | ---------- | ----------------- | ------- |
| Goud   | Oostenrijk | Markus Rogan      | 1.55,85 |
| Zilver | Rusland    | Arkadi Vjatsjanin | 1.57,04 |
| Brons  | Roemenië   | Răzvan Florea     | 1.57,53 |

| #      | Land      | Atleet            | Tijd    |
| ------ | --------- | ----------------- | ------- |
| Goud   | Frankrijk | Laure Manaudou    | 2.07,99 |
| Zilver | Rusland   | Anastasia Zoejeva | 2.09,59 |
| Brons  | Hongarije | Nikolett Szepesi  | 2.09,90 |

### 50 meter schoolslag
| #      | Land      | Atleet             | Tijd  |
| ------ | --------- | ------------------ | ----- |
| Goud   | Oekraïne  | Oleg Lisogor       | 27,43 |
| Zilver | Noorwegen | Alexander Dale Oen | 27,53 |
| Brons  | Italië    | Alessandro Terrin  | 27,64 |

| #      | Land       | Atleet          | Tijd  |
| ------ | ---------- | --------------- | ----- |
| Goud   | Duitsland  | Janne Schäfer   | 31,08 |
| Zilver | Rusland    | Joelia Jefimova | 31,41 |
| Brons  | Oostenrijk | Mirna Jukić     | 31,59 |

### 100 meter schoolslag
| #      | Land      | Atleet             | Tijd     |
| ------ | --------- | ------------------ | -------- |
| Goud   | Noorwegen | Alexander Dale Oen | 59,76 ER |
| Zilver | Frankrijk | Hugues Duboscq     | 59,78    |
| Brons  | Oekraïne  | Oleg Lisogor       | 1.00,53  |

| #      | Land       | Atleet           | Tijd    |
| ------ | ---------- | ---------------- | ------- |
| Goud   | Oostenrijk | Mirna Jukić      | 1.08,18 |
| Zilver | Rusland    | Alena Aleksejeva | 1.08,91 |
| Brons  | Zweden     | Joline Höstman   | 1.08,94 |

### 200 meter schoolslag
| #      | Land      | Atleet             | Tijd    |
| ------ | --------- | ------------------ | ------- |
| Goud   | Rusland   | Grigory Falko      | 2.09,64 |
| Zilver | Noorwegen | Alexander Dale Oen | 2.09,74 |
| Brons  | Frankrijk | Hugues Duboscq     | 2.09,91 |

| #      | Land       | Atleet           | Tijd    |
| ------ | ---------- | ---------------- | ------- |
| Goud   | Rusland    | Joelia Jefimova  | 2.24,09 |
| Zilver | Oostenrijk | Mirna Jukić      | 2.24,58 |
| Brons  | Rusland    | Alena Aleksejeva | 2.25,22 |

### 50 meter vlinderslag
| #      | Land     | Atleet        | Tijd     |
| ------ | -------- | ------------- | -------- |
| Goud   | Servië   | Milorad Čavić | 23,11 ER |
| Zilver | Oekraïne | Sergiy Breoes | 23,48    |
| Brons  | Spanje   | Rafael Muñoz  | 23,60    |

| #      | Land        | Atleet              | Tijd  |
| ------ | ----------- | ------------------- | ----- |
| Goud   | Nederland   | Chantal Groot       | 26,03 |
| Zilver | Nederland   | Inge Dekker         | 26,30 |
| Brons  | Wit-Rusland | Sviatlana Khakhlova | 26,52 |

### 100 meter vlinderslag
| #      | Land     | Atleet              | Tijd  |
| ------ | -------- | ------------------- | ----- |
| Goud   | Rusland  | Jevgeni Korotysjkin | 51,89 |
| Zilver | Slovenië | Peter Mankoč        | 52,07 |
| Brons  | Spanje   | Rafael Muñoz        | 52,09 |

| #      | Land      | Atleet         | Tijd  |
| ------ | --------- | -------------- | ----- |
| Goud   | Zweden    | Sarah Sjöström | 58,44 |
| Zilver | Nederland | Inge Dekker    | 58,50 |
| Brons  | Frankrijk | Aurore Mongel  | 58,54 |

### 200 meter vlinderslag
| #      | Land        | Atleet             | Tijd       |
| ------ | ----------- | ------------------ | ---------- |
| Goud   | Griekenland | Ioannis Drymonakos | 1.54,16 ER |
| Zilver | Polen       | Paweł Korzeniowski | 1.54,38    |
| Brons  | Rusland     | Nikolaj Skvortsov  | 1.54,65    |

| #      | Land      | Atleet                 | Tijd    |
| ------ | --------- | ---------------------- | ------- |
| Goud   | Frankrijk | Aurore Mongel          | 2.06,59 |
| Zilver | Hongarije | Emese Kovács           | 2.06,71 |
| Brons  | Spanje    | Mireia Belmonte García | 2.09,32 |

### 200 meter wisselslag
| #      | Land       | Atleet              | Tijd    |
| ------ | ---------- | ------------------- | ------- |
| Goud   | Hongarije  | László Cseh         | 1.58,02 |
| Zilver | Oostenrijk | Dinko Jukić         | 1.59,65 |
| Brons  | Litouwen   | Vytautas Janusaitis | 2.00,17 |

| #      | Land      | Atleet                 | Tijd    |
| ------ | --------- | ---------------------- | ------- |
| Goud   | Spanje    | Mireia Belmonte García | 2.11,16 |
| Zilver | Hongarije | Evelyn Verrasztó       | 2.12,93 |
| Brons  | Frankrijk | Camille Muffat         | 2.13,63 |

### 400 meter wisselslag
| #      | Land        | Atleet             | Tijd       |
| ------ | ----------- | ------------------ | ---------- |
| Goud   | Hongarije   | László Cseh        | 4.09,59 ER |
| Zilver | Griekenland | Ioannis Drymonakos | 4.14,72    |
| Brons  | Italië      | Luca Marin         | 4.16,69    |

| #      | Land      | Atleet          | Tijd    |
| ------ | --------- | --------------- | ------- |
| Goud   | Italië    | Alessia Filippi | 4.36,68 |
| Zilver | Hongarije | Katinka Hosszú  | 4.37,43 |
| Brons  | Rusland   | Jana Martynova  | 4.37,86 |

### 4x100 meter vrije slag
| #      | Land      | Atleten                                                                  | Tijd    |
| ------ | --------- | ------------------------------------------------------------------------ | ------- |
| Goud   | Zweden    | Marcus Pihl Stefan Nystrand Petter Styme Jonas Persson                   | 3.15,41 |
| Zilver | Italië    | Massimiliano Rosolino Alessandro Calvi Christian Galenda Filippo Magnini | 3.15,77 |
| Brons  | Nederland | Mitja Zastrow Bas van Velthoven Robert Lijesen Pieter van den Hoogenband | 3.15,88 |

| #      | Land      | Atleten                                                                   | Tijd       |
| ------ | --------- | ------------------------------------------------------------------------- | ---------- |
| Goud   | Nederland | Inge Dekker Ranomi Kromowidjojo Femke Heemskerk Marleen Veldhuis          | 3.33,62 WR |
| Zilver | Italië    | Erika Ferraioli Federica Pellegrini Maria Laura Simonetto Cristina Chiuso | 3.41,06    |
| Brons  | Zweden    | Claire Hedenskog Josefin Lillhage Ida Marko-Varga Magdalena Kuras         | 3.41,28    |

### 4x200 meter vrije slag
| #      | Land       | Atleten                                                                  | Tijd    |
| ------ | ---------- | ------------------------------------------------------------------------ | ------- |
| Goud   | Italië     | Emiliano Brembilla Massimiliano Rosolino Nicola Cassio Filippo Magnini   | 7.09,94 |
| Zilver | Rusland    | Nikita Lobintsev Aleksandr Soechoroekov Jevgeni Lagoenov Joeri Priloekov | 7.11,70 |
| Brons  | Oostenrijk | Dominik Koll Markus Rogan David Brandl Dinko Jukić                       | 7.13,99 |

| #      | Land                | Atleten                                                             | Tijd    |
| ------ | ------------------- | ------------------------------------------------------------------- | ------- |
| Goud   | Frankrijk           | Laure Manaudou Coralie Balmy Mylène Lazare Alena Poptsjanka         | 7.52,09 |
| Zilver | Verenigd Koninkrijk | Joanne Jackson Melanie Marshall Ellen Gandy Caitlin McClatchey      | 7.52,36 |
| Brons  | Italië              | Alice Carpanese Federica Pellegrini Alessia Filippi Renata Spagnolo | 7.55,69 |

### 4x100 meter wisselslag
| #      | Land    | Atleten                                                             | Tijd       |
| ------ | ------- | ------------------------------------------------------------------- | ---------- |
| Goud   | Rusland | Arkadi Vjatsjanin Grigory Falko Jevgeni Korotysjkin Andrej Gretsjin | 3.34,25 ER |
| Zilver | Kroatië | Gordan Kožulj Vanja Rogulj Mario Todorović Duje Draganja            | 3.36,32    |
| Brons  | Zweden  | Simon Sjödin Jonas Andersson Lars Frölander Stefan Nystrand         | 3.36,85    |

| #      | Land                | Atleten                                                                | Tijd       |
| ------ | ------------------- | ---------------------------------------------------------------------- | ---------- |
| Goud   | Verenigd Koninkrijk | Elizabeth Simmonds Kate Haywood Jemma Lowe Francesca Halsall           | 3.59,33 ER |
| Zilver | Rusland             | Anastasia Zoejeva Joelia Jefimova Natalja Soetjagina Daria Beljakina   | 4.00,47    |
| Brons  | Nederland           | Hinkelien Schreuder Jolijn van Valkengoed Inge Dekker Marleen Veldhuis | 4.04,41    |

## Resultaten synchroonzwemmen
| Onderdeel          | Goud | Goud   | Zilver | Zilver | Brons | Brons  |
| ------------------ | --- | ------ | --- | ------ | --- | ------ |
| Solo               | Gemma Mengua Spanje | 98,400 | Natalja Isjtsjenko Rusland | 98,300 | Beatrice Adelizzi Italië | 94,000 |
| Duet               | Spanje Gemma Mengual Andrea Fuentes | 97,800 | Italië Beatrice Adelizzi Giulia Lapi | 94,900 | Oekraïne Daria Iushko Xenia Sidorenko | 93,900 |
| Team               | Spanje Alba Cabello Ona Carbonell Raquel Corral Andrea Fuentes Thaïs Henríquez Gemma Mengual Irina Rodríguez Paola Tirados                            | 97,800 | Italië Alessia Bigi Elisa Bozzo Costanza Fiorentini Manila Flamini Francesca Gangemi Mariangela Perrupato Sara Sgarzi Federica Tommasi                  | 95,200 | Oekraïne Anna Bagirova Nadiya Berezhna Anastasiya Chepak Daria Iushko Ganna Khmelnytska Olga Kondrashova Yuliya Maryanko Kseniya Sydorenko                           | 93,300 |
| Combinatie routine | Spanje Alba Cabello Raquel Corral Andrea Fuentes Thaïs Henríquez Laura López Gemma Mengual Gisela Morón Irina Rodríguez Paola Tirados Cristina Violán | 97,900 | Italië Alessia Bigi Elisa Bozzo Costanza Fiorentini Manila Flamini Francesca Gangemi Mariangela Perrupato Dalila Schiesaro Sara Sgarzi Federica Tommasi | 95,100 | Oekraïne Anna Bagirova Nadiya Berezhna Anastasiya Chepak Inga Giller Daria Iushko Ganna Khmelnytska Olga Kondrashova Yuliya Maryanko Olga Shevchuk Kseniya Sydorenko | 94,100 |

## Resultaten schoonspringen

### 1 meterplank
| #      | Land     | Atleet              | Punten |
| ------ | -------- | ------------------- | ------ |
| Goud   | Oekraïne | Ilja Kvasja         | 454,65 |
| Zilver | Finland  | Joona Puhakka       | 432,80 |
| Brons  | Italië   | Christopher Sacchin | 423,80 |

| #      | Land      | Atleet        | Punten |
| ------ | --------- | ------------- | ------ |
| Goud   | Zweden    | Anna Lindberg | 293,85 |
| Zilver | Hongarije | Nora Barta    | 270,60 |
| Brons  | Duitsland | Katja Dieckow | 264,15 |

### 3 meterplank
| #      | Land     | Atleet         | Punten |
| ------ | -------- | -------------- | ------ |
| Goud   | Rusland  | Dmitri Saoetin | 493,70 |
| Zilver | Oekraïne | Ilja Kvasja    | 468,70 |
| Brons  | Finland  | Joona Puhakka  | 441,80 |

| #      | Land      | Atleet           | Punten |
| ------ | --------- | ---------------- | ------ |
| Goud   | Rusland   | Joelia Pakhalina | 347,40 |
| Zilver | Duitsland | Katja Dieckow    | 330,80 |
| Brons  | Oekraïne  | Olena Fedorova   | 319,70 |

### 3 meterplank synchroon
| #      | Land      | Atleten                          | Punten |
| ------ | --------- | -------------------------------- | ------ |
| Goud   | Rusland   | Joeri Koenakov Dmitri Saoetin    | 440,76 |
| Zilver | Duitsland | Tobias Schellenberg Andreas Wels | 413,94 |
| Brons  | Oekraïne  | Dmitro Lysenko Anton Zakharov    | 406,56 |

| #      | Land      | Atleten                               | Punten |
| ------ | --------- | ------------------------------------- | ------ |
| Goud   | Rusland   | Joelia Pkhalina Anastasia Pozdnyakova | 327,57 |
| Zilver | Duitsland | Heike Fischer Ditte Kotzian           | 305,64 |
| Brons  | Oekraïne  | Olena Fedorova Alevtina Korolyova     | 301,86 |

### 10 metertoren
| #      | Land                | Atleet              | Punten |
| ------ | ------------------- | ------------------- | ------ |
| Goud   | Verenigd Koninkrijk | Tom Daley           | 491,95 |
| Zilver | Duitsland           | Sascha Klein        | 487,60 |
| Brons  | Italië              | Francesco Dell'Uomo | 481,30 |

| #      | Land     | Atleet              | Punten |
| ------ | -------- | ------------------- | ------ |
| Goud   | Italië   | Tania Cagnotto      | 355,35 |
| Zilver | Oekraïne | Joelia Prokoptsjoek | 328,35 |
| Brons  | Zweden   | Elina Eggers        | 319,65 |

### 10 metertoren synchroon
| #      | Land        | Atleten                            | Punten |
| ------ | ----------- | ---------------------------------- | ------ |
| Goud   | Duitsland   | Patrick Hausding Sascha Klein      | 453,24 |
| Zilver | Wit-Rusland | Vadim Kaptoer Aliaksandr Varlamau  | 427,35 |
| Brons  | Rusland     | Konstantin Khanbekov Oleg Vikoelov | 426,24 |

| #      | Land      | Atleten                             | Punten |
| ------ | --------- | ----------------------------------- | ------ |
| Goud   | Duitsland | Annett Gamm Nora Subschinski        | 336,63 |
| Zilver | Oekraïne  | Alina Sjaplenko Joelia Prokoptsjoek | 334,20 |
| Brons  | Italië    | Noemi Batki Tania Cagnotto          | 323,13 |

## Medaillespiegel
| #  | land                | goud | zilver | brons | totaal |
| -- | ------------------- | ---- | ------ | ----- | ------ |
| 1  | Rusland             | 12   | 7      | 6     | 25     |
| 2  | Italië              | 5    | 7      | 9     | 21     |
| 3  | Frankrijk           | 5    | 4      | 3     | 12     |
| 4  | Spanje              | 5    | 3      | 4     | 12     |
| 5  | Duitsland           | 4    | 4      | 1     | 9      |
| 6  | Nederland           | 4    | 3      | 3     | 10     |
| 7  | Hongarije           | 3    | 4      | 2     | 9      |
| 8  | Oostenrijk          | 3    | 2      | 2     | 7      |
| 9  | Zweden              | 3    | 1      | 6     | 10     |
| 10 | Oekraïne            | 2    | 4      | 7     | 13     |
| 11 | Griekenland         | 2    | 2      | 0     | 4      |
| 12 | Verenigd Koninkrijk | 2    | 2      | 0     | 4      |
| 12 | Noorwegen           | 1    | 2      | 0     | 3      |
| 14 | Slovenië            | 1    | 1      | 0     | 2      |
| 15 | Zwitserland         | 1    | 1      | 0     | 2      |
| 16 | Servië              | 1    | 0      | 0     | 1      |
| 17 | Kroatië             | 0    | 2      | 1     | 3      |
| 18 | Finland             | 0    | 2      | 1     | 3      |
| 19 | Roemenië            | 0    | 1      | 4     | 5      |
| 20 | Polen               | 0    | 1      | 1     | 2      |
| 21 | Wit-Rusland         | 0    | 1      | 1     | 2      |
| 22 | Denemarken          | 0    | 0      | 1     | 1      |
| 22 | Litouwen            | 0    | 0      | 1     | 1      |
| 22 | Slowakije           | 0    | 0      | 1     | 1      |

Langebaan (50 meter):

Boedapest 1926 · 
Bologna 1927 · 
Parijs 1931 · 
Maagdenburg 1934 · 
Londen 1938 · 
Monte Carlo 1947 · 
Wenen 1950 · 
Turijn 1954 · 
Boedapest 1958 · 
Leipzig 1962 · 
Utrecht 1966 · 
Barcelona 1970 · 
Wenen 1974 · 
Jönköping 1977 · 
Split 1981 · 
Rome 1983 · 
Sofia 1985 · 
Straatsburg 1987 · 
Bonn 1989 · 
Athene 1991 · 
Sheffield 1993 · 
Wenen 1995 · 
Sevilla 1997 · 
Istanboel 1999 · 
Helsinki 2000 · 
Berlijn 2002 · 
Madrid 2004 · 
Boedapest 2006 · 
Eindhoven 2008 · 
Boedapest 2010 · 
Debrecen 2012 · 
Berlijn 2014 · 
Londen 2016 · 
Glasgow 2018 · 
Boedapest 2020 · 
Rome 2022

Kortebaan (25 meter):

Sprintkampioenschappen: Gelsenkirchen 1991 · 
Espoo 1992 · 
Gateshead 1993 · 
Stavanger 1994

Kortebaankampioenschappen: Rostock 1996 · 
Sheffield 1998 · 
Lissabon 1999 · 
Valencia 2000 · 
Antwerpen 2001 · 
Riesa 2002 · 
Dublin 2003 · 
Wenen 2004 · 
Triëst 2005 · 
Helsinki 2006 · 
Debrecen 2007 · 
Rijeka 2008 · 
Istanboel 2009 · 
Eindhoven 2010 · 
Szczecin 2011 · 
Chartres 2012 · 
Herning 2013 · 
Netanya 2015 · 
Kopenhagen 2017 · 
Glasgow 2019 · 
Kazan 2021 · 
Otopeni 2023